# Netta
Netta és un gènere d'ocells de la subfamília dels aitins (Aythyinae), dins la família dels anàtids (Anatidae) que habita en Euràsia i zones tropicals d'Àfrica i Amèrica del Sud. Una de les espècies, el xibec (Netta rufina) habita als Països Catalans. El nom de "xibec" es pot fer extensiu a altres espècies del gènere.

## Llista d'espècies
S'ha classificat aquest gènere en 3 espècies:
- Xibec peposaca (Netta peposaca).
- Xibec cap-roig (Netta rufina).
- Xibec bru (Netta erythrophthalma).